# Z 7100
Les Z 7100 sont une série de trente-trois automotrices électriques de ligne de la SNCF fonctionnant sous courant continu à la tension de 1,5 kV, conçues dans le même esprit que les autorails X 2800 dont l'esthétique se rapproche.
Livrées à la SNCF entre 1960 et 1963, elles prennent en charge les trains omnibus et semi-directs de l'étoile ferroviaire de Lyon, de la vallée du Rhône et du pourtour méditerranéen, remontant même jusqu'au Limousin. Bénéficiant d'une profonde modernisation au milieu des années 1980, elles restent en service jusqu'en 2006 pour la dernière d'entre elles.

## Genèse de la série
En 1958, l'électrification des lignes ferroviaires de l'étoile de Lyon est achevée. Si les trains rapides et express sont convenablement assurés par des rames tractées par des locomotives, il n'en est pas de même des omnibus. L'absence d'un matériel adapté conduit à la SNCF à faire circuler sur ces lignes des trains courts, solution économiquement non satisfaisante, des trains composés de vieux matériels, moins coûteux mais au confort insuffisant, ou des autorails à moteur thermique qu'il est aberrant de voir rouler sur une voie électrifiée. Les perspectives d'électrification dans la vallée du Rhône et sur la côte méditerranéenne rendent urgente la recherche d'une solution.
La SNCF entreprend donc l'étude d'un matériel électrique automoteur qui reprend les principes de légèreté et de souplesse d'utilisation des autorails. Les rames ainsi conçues doivent être réversibles ce qui évite les manœuvres aux terminus ou lors de rebroussements et leur composition variable grâce à des remorques construites spécifiquement.
La commande porte sur 35 motrices et 75 remorques. Les motrices sont construites par Decauville à Corbeil pour les caisses, De Dietrich à Reichshoffen pour les bogies et Jeumont-Heidmann à Jeumont ainsi que Œrlikon pour les équipements électriques. La Z 7101, tête de série, est livrée à la SNCF le 21 avril 1960 mais elle n'entre en service commercial que l'année suivante, à l'issue de plusieurs mois d'essais. Les livraisons s'échelonnent jusqu'en janvier 1963 pour les 33 éléments fonctionnant sous courant continu et constituant la série Z 7101 à 7133. Les deux dernières automotrices de la série sont modifiées pour fonctionner sous courant alternatif monophasé (Z 9061-9062 / Z 8001-8002).
Les Z 7100 sont les premières automotrices destinées au service de ligne livrées à la SNCF depuis les Z 3800 mises en service en 1938, exception faite des deux exemplaires articulés de Z 4700 de 1947.

## Description

### Caractéristiques d'origine
La structure des caisses est constituée du châssis, des deux faces latérales elles-mêmes composées de deux poutres maintenues par des montants verticaux et reliées dans leur partie supérieure par les membrures de la toiture.
Comme pour les X 2800, un seul des deux bogies est moteur ; il est situé à l'opposé du compartiment d'appareillage électrique. Chacun des deux essieux possède son propre moteur.
À l'origine, le courant continu 1,5 kV est capté par deux pantographes Faiveley type AM 14, à commande pneumatique placés tête-bêche au-dessus du compartiment d'appareillage électrique, ce qui simplifie les câblages et évitent la présence d'une ligne électrique fixée sur la toiture ; la partie de cette toiture supportant les pantographes est facilement amovible pour permettre l'extraction par le haut des équipements électriques. Les pantographes sont les mêmes que ceux utilisés sur les BB 9400 alors que l'appareillage de commande dérive de celui des BB 9200 et des Z 5100.
Grâce à sa puissance, une automotrice de ce type peut tirer ou pousser trois remorques, et maintenir la vitesse maximale autorisée de 130 km/h en palier, apportant confort et gain de temps sur les parcours qu'elle dessert.

### Aménagements intérieurs d'origine
La répartition des espaces à l'intérieur de la caisse de la motrice rappelle celle des X 2800. Se succèdent une cabine de conduite, un compartiment d'appareillage technique, un local à bagages, une plateforme d'accès, deux compartiments voyageurs (1re et 2e classe) avec des toilettes mitoyennes, une seconde plateforme d'accès, un compartiment de 2e classe au plancher légèrement surélevé car situé au-dessus du bogie moteur, une cabine de conduite,.
Le compartiment de première classe offre douze places assises, en fauteuils individuels recouverts de tissu plastifié à quatre place de front (2 + 2 et couloir central) alors que les compartiments de seconde classe proposent 58 places assises sur des banquettes en simili-cuir à cinq places de front (3 + 2 et couloir séparateur). L'accès à ces plateformes, dont l'une est équipée de six strapontins, se fait depuis le quai par des portes .
Le chauffage est assuré par des radiateurs électriques placés sous les sièges et la ventilation par des aérateurs statiques en toitures et l'ouverture d'une partie des baies. l'éclairage des compartiments voyageurs se fait par des tubes fluorescents, celui des autres parties de l'automotrice par des lampes à incandescence.

### Modernisation
À la fin des années 1970, ce matériel ne soutient plus la comparaison avec des séries plus récentes. Comme sa durée de vie résiduelle est estimée entre 15 et 20 ans, il fait l'objet d'une modernisation technique, portant à la fois sur les motrices et sur les remorques. Sur les motrices, la cabine  de conduite  située  du côté du bloc d’appareillage électrique  est supprimée, ainsi qu’un pantographe. La cabine restante est renforcée, ce qui modifie la face avant sur laquelle sont montées des baies moins hautes. Six remorques non réversibles sont équipées d'une cabine de conduite renforcée.
L'aménagement intérieur passe de cinq places de front en banquettes à quatre sièges individuels, à l'image de la modernisation dont ont bénéficié les X 2800 ; les fauteuils de première classe sont ceux des RTG, ceux de seconde classe dérivés du modèle utilisé sur les Z 6400. La diminution de capacité qui en découle est partiellement compensée par la disparition des compartiments à bagages, remplacés par des compartiments voyageurs. Certaines remorques de 2e classe deviennent mixtes 1re/2e classe.
Dix-neuf éléments indéformables de quatre caisses et treize de deux caisses sont composés, ces derniers avec des motrices à freinage rhéostatique. La motrice est orientée avec le pantographe et le compartiment d’appareillage vers le centre de l’élément. Contrairement à la première période, il devient possible de les utiliser en couplage à concurrence de huit caisses. Les remorques sont renumérotées pour correspondre aux motrices.
Ces opérations intéressent la totalité de la série entre 1983 et 1987.

### Livrées
La livrée d'origine est celle des autorails : partie supérieure de la caisse et pavillon crème, caisse sous les baies rouge, avec moustache. Au début des années 1970, le pavillon est peint en rouge comme pour les autorails, puis les faces d'extrémité perdent leur moustache remplacées par une ligne horizontale entre les feux et phares.
À l'occasion de leur modernisation, les Z 7100 et leurs remorques sont repeintes en bleu (ceinture de caisse, portières et pavillon), blanc cassé (haut de caisse) et gris (trumeaux des baies) comme les autorails X 2800 rénovés, les X 2100 et X 4900.

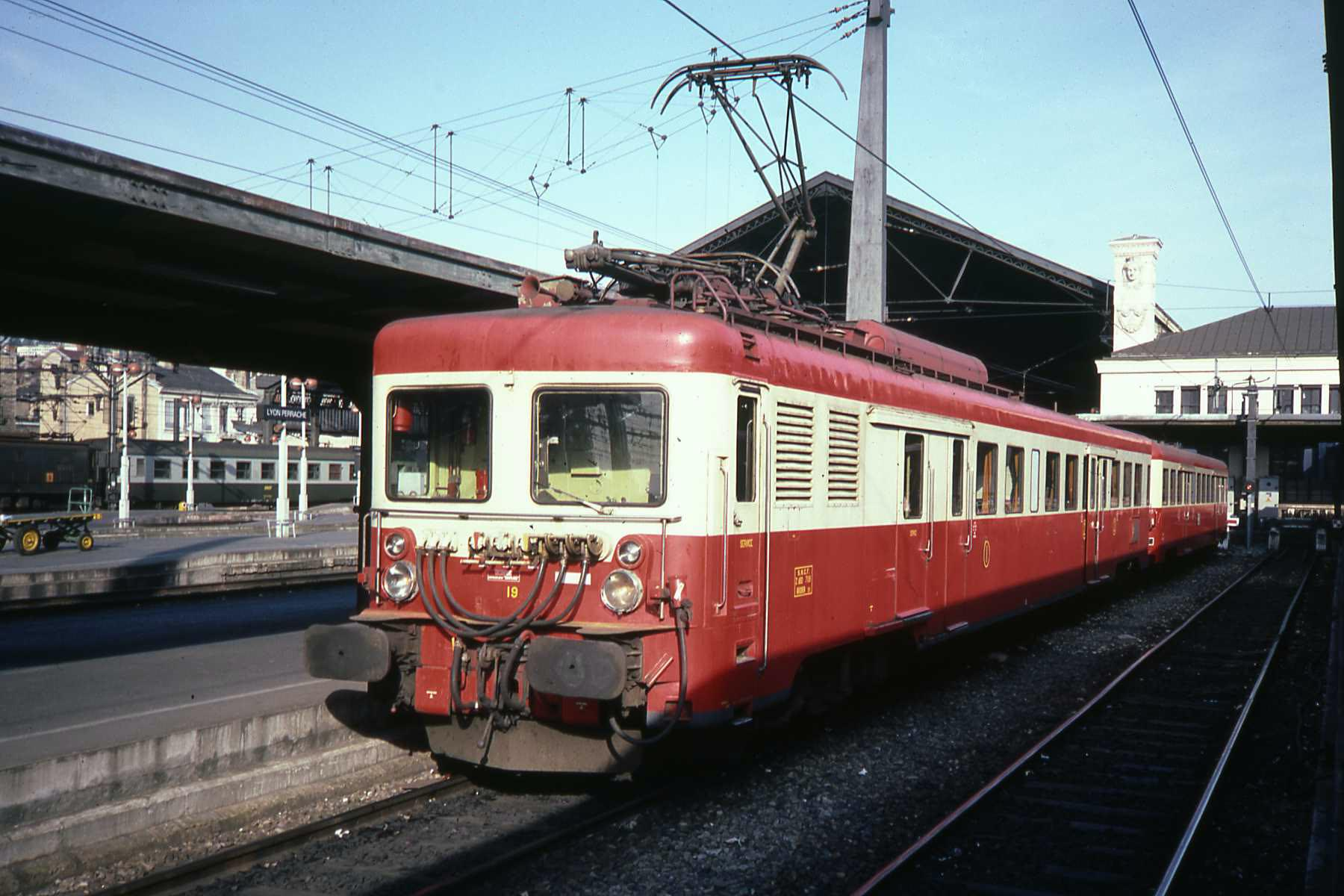
La Z 7119 en gare de Lyon-Perrache en livrée rouge et crème sans moustache.
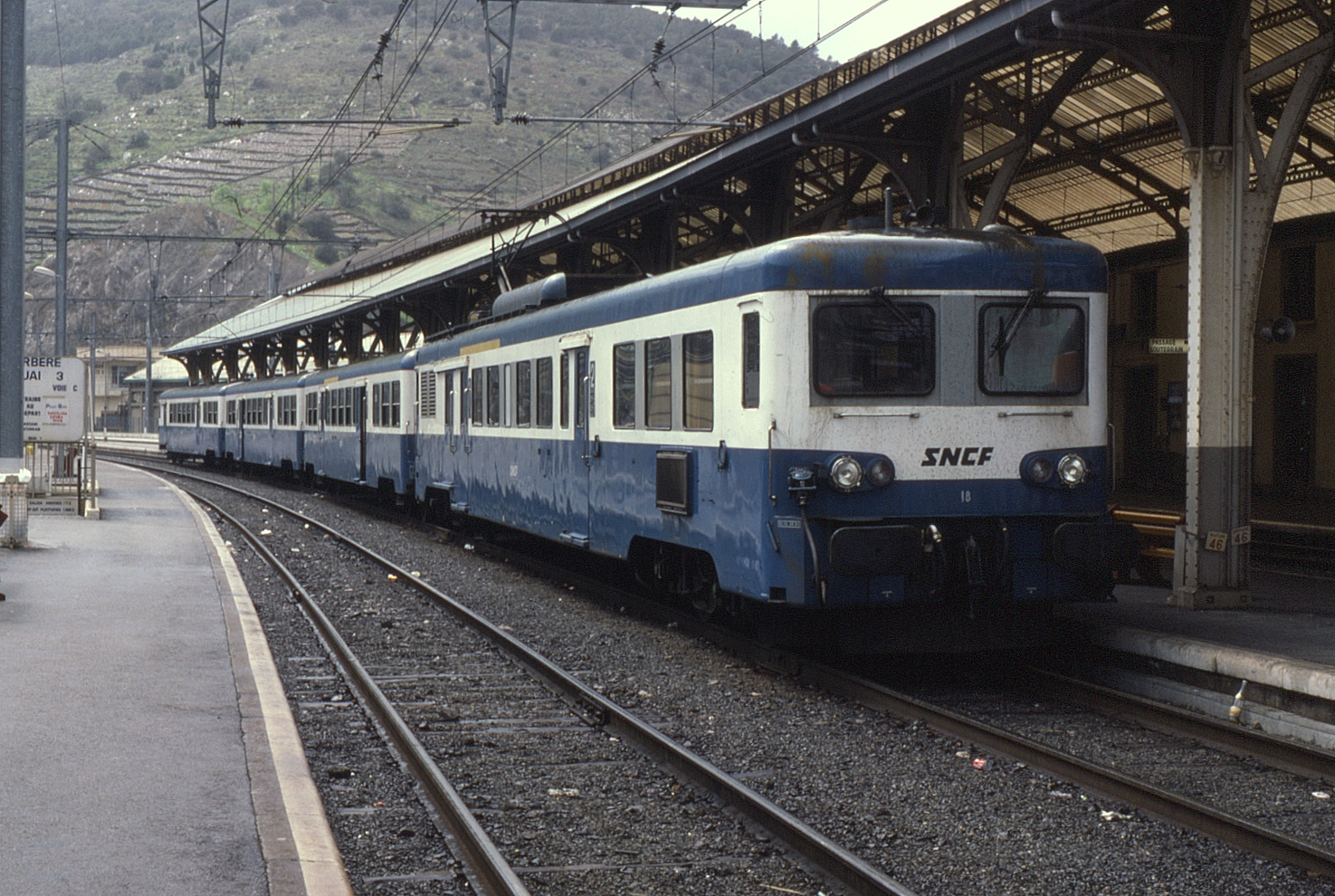
Rame Z 7100 en livrée bleue avec 3 remorques, en gare de Cerbère en 1987.

## Carrière

Lignes parcourues en service commercial par les Z 7100 (en gras les dépôts titulaires).

Les Z 7100, grâce à une grande fiabilité, assurent un service intensif dans le grand sud-est tout au long de leur carrière qui dure 46  ans mais leur parc est trop réduit pour les déployer dans d'autres régions où leur apport serait apprécié.

### Première période d’utilisation

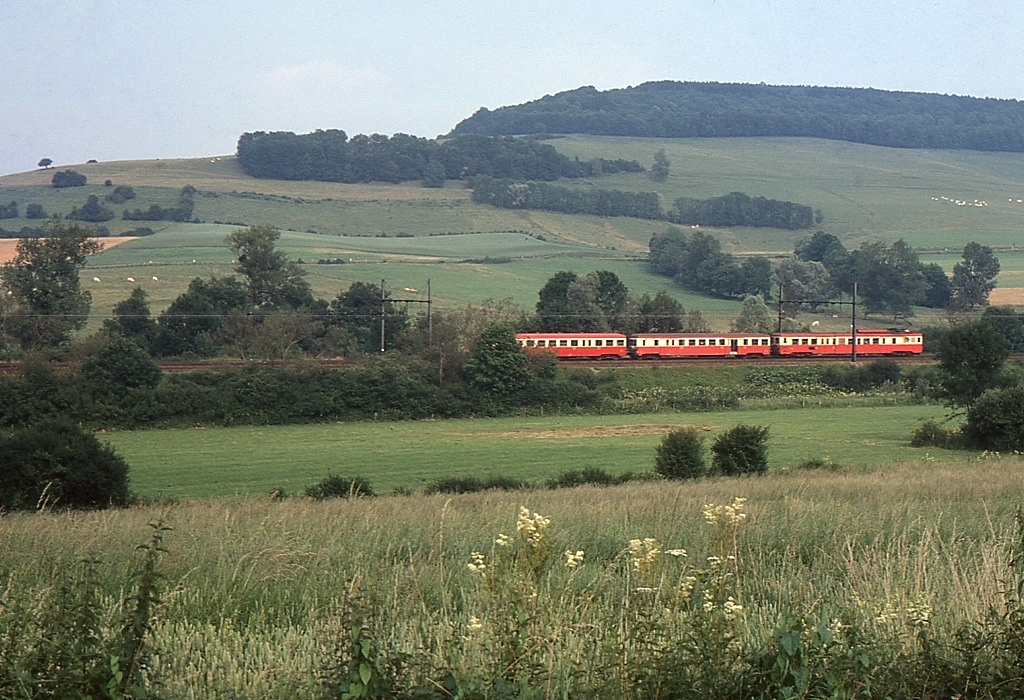
Z 7100 et deux remorques entre Les Laumes-Alésia et Blaisy-Bas.

Les Z 7100 sont affectées à Lyon-Mouche ou Avignon au fil de leur mise en service ; elles assurent des relations directes et omnibus entre Lyon et Saint-Étienne. Par la suite, les trente-trois automotrices parcourent un très large territoire, montant jusqu'à Paris par la « ligne impériale », poussant jusqu'à Chambéry, elles desservent également la vallée du Rhône, Marseille et le Languedoc, remontant même jusqu'à Limoges.
Dans cette première période, la composition des rames est très variable, allant du l'automotrice seule (vers Charbonnières-les-Bains par exemple) à la traction de trois remorques. La seconde tranche (Z 7121 à 7133) équipée du freinage rhéostatique est plus spécifiquement utilisée sur les lignes à forte pente comme la « ligne des Causses » de Béziers à Neussargues ou Ax-les-Thermes depuis Toulouse. Mettant à profit leur puissance de traction, elles assurent aussi la remorque, entre Lyon et Saint-Étienne, d’une voiture-lits venant de Paris — les X 2800 sont ponctuellement utilisés de la même manière. Fin 1969, Avignon devient le seul dépôt titulaire des Z 7100, sans modification de leurs services.
Si la plupart des remorques relèvent du dépôt de Béziers, cinq d'entre elles sont affectées à Nancy pour utilisation avec des X 2800 ou Z 8000.
L'adhérence obtenue avec seulement un bogie moteur étant relativement faible, les motrices sont équipées d'un dispositif d'antipatinage, opération accompagnée de l'apparition sur les toitures d'un capot couvrant les résistances. Avec le toit peint en rouge, c'est la principale modification de l'esthétique générale avant la modernisation.
Quatre remorques accidentées sont réformées. La Z 7115, elle aussi accidentée et réformée, est retenue et transformée en 1973 en banc d’essais pour le futur TGV (en particulier l’essai de la transmission tripode) sous l'immatriculation Z 7001.

### Utilisation après modernisation
Dans cette deuxième période, leur champ d’action est plus réduit, en particulier du fait des nombreuses Z2 de tous types livrées à partir de 1980.
Attachées aux dépôts de Vénissieux pour les éléments à quatre caisses et à Avignon pour les autres, elles assurent essentiellement le service omnibus des lignes Sens - Marseille - Cerbère et Lyon - Chambéry ou Saint-Étienne pour les premières et sur tout le secteur Marseille - Neussargues et Perpignan - Villefranche - Portbou pour les autres.
En 1996, la 7102 privée de deux remorques dans un accident est renumérotée 7150 pour ne pas être assimilée aux 7121 à 133, elles aussi à deux caisses mais équipées du freinage rhéostatique.
Les opérations de révision étant stoppées sur cette série, leur retrait du service commence, au fur et à mesure de leur arrivée à limite de parcours, en 1996 pour se terminer en 2006.

## Automotrice préservée
L'automotrice Z 7133 et sa remorque ZRx 17133 précédemment garées dans la réserve de la Cité du train - Patrimoine SNCF de Mohon, sont confiées sous convention par la SNCF à l'APMFS de Chambéry.

## Modélisme
Les automotrices Z 7100 ont été reproduites en HO par :
- La firme artisanale Bouttuen (modèle en laiton).
- L'artisan Apocopa (transkit avec caisse en résine à monter sur un châssis de son choix).
- Les éditions Atlas (modèle statique en plastique), no 1 de la collection « Automotrices des réseaux français ». Cette reproduction respecte globalement les dimensions à l'échelle mais a des portes curieusement en retrait de la caisse[22].
- R37, en 2022.